# Rommelsdorf
Rommelsdorf ist ein Ortsteil von Nümbrecht im Oberbergischen Kreis im südlichen Nordrhein-Westfalen innerhalb des Regierungsbezirks Köln.

## Lage und Beschreibung
Der Ort liegt in Luftlinie rund zwei Kilometer südlich von Wiehl und vier Kilometer nordöstlich von Nümbrecht. Umliegende Ortschaften sind Oberwiehl im Norden, Heckelseifen im Osten, Oberbierenbach im Süden, Driesch im Südwesten, Bierenbachtal im Westen und Hübender im Nordwesten. Rommelsdorf liegt am Bierenbacher Bach.

## Geschichte
Der Ort wurde im Jahr 1487 das erste Mal urkundlich in der „Auftragung (Darlehnsliste) für Hz. Wilhelm III v. Berg“ erwähnt. Die Schreibweise bei der Ersterwähnung lautete Rommelstrop.

## Wirtschaft und Industrie
- Der größte Arbeitgeber ist die Sarstedt AG & Co. KG. Das 1961 gegründete Unternehmen entwickelt, produziert und vertreibt Geräte und Verbrauchsmaterial für Medizin und Wissenschaft und beschäftigt derzeit 2.500 Mitarbeiter.[2]